# Técnicas de espalhamento de raios X

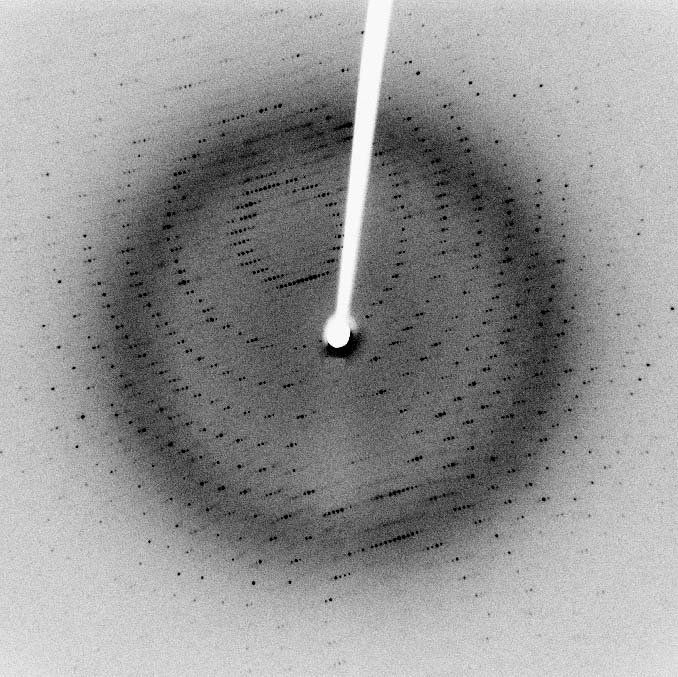
Padrão de difração de raios X formados quando um feixe de raio X é focalizado sobre uma amostra cristalina, neste caso uma proteína. Cada ponto é formado devido à interferência construtiva dos raios X espalhados quando atravessam o material cristalino.

Técnicas de espalhamento de raios X são uma família de técnicas analíticas não destrutivas o qual revela informações sobre a estrutura dos cristais, composições químicas, propriedades físicas dos materiais e filmes estreitos. Essas técnicas são baseadas em observações da intensidade de espalhamento dos feixes de raio X que atingem uma amostra como uma função da incidência, ângulo de espalhamento, polarização e comprimento de onda ou energia.
A difração de raios X é geralmente considerado um subconjunto do espalhamento de raios X, onde o espalhamento elástico de um objeto cristalino tem como resultado padrões contendo pontos estreitos analisados por cristalografia de raios X (como mostrado na figura). Entretanto, ambos espalhamento e difração são fenômenos que estão relacionados e sua distinção nem sempre pode ser feita. Desta maneira, o clássico texto de Guinier de 1963 titulado por "Difração de raios X em cristais, cristais imperfeitos e corpos amorfos", diz respeito à difração que não estava claramente restrita aos cristais naquele momento.

## Técnicas de espalhamento
Espalhamento elástico
- Difração de raios X ou mais especificamente, difração de raios X a grandes ângulos (Wide-angle X-ray diffraction, WAXD).
- Espalhamento de raios X a baixos ângulos (Small-angle X-ray scattering, SAXS), analisa estruturas na faixa de nanômetros para micrômetros medindo a intensidade de espalhamento em ângulos de 2θ próximos de 0°.
- Espalhamento de raios X a grandes ângulos (Wide-angle X-ray scattering, WAXS), uma técnica que se concentra ângulos de dispersão de 2θ maiores que 5°.

Espalhamento Inelástico (Inelastic X-ray scattering, IXS)
Em IXS a energia e o ângulo de espalhamento inelástico de raios X são monitorados, dando o fator de estrutura dinâmica S(q,ω). A partir disso, muitas propriedades dos materiais podem ser obtidas, propriedades específicas dependendo da escala de energia transferida. A tabela abaixo, lista técnicas adaptadas de . Espalhamento inelástico de raios X possuem fases intermediárias e então em princípio são úteis para cristalografia de raios X. Em prática, transferência de raios X de baixas energias incluem pontos de difração devido ao espalhamento elástico, e transferência de raios X de altas energias contribuem para o ruído de fundo nos padrões de difração.
| Técnica                       | Energia típica incidente (keV) | Faixa de energia transferida (eV) | Informação em:                                      |
| ----------------------------- | ------------------------------ | --------------------------------- | --------------------------------------------------- |
| Espalhamento Compton          | 100                            | 1,000                             | Forma de superfície de fermi                        |
| Ressonante IXS (RIXS)         | 4-20                           | 0.1 - 50                          | Estrutura eletrônica e excitações                   |
| Não ressonante IXS (NRIXS)    | 10                             | 0.1 - 10                          | Estrutura eletrônica e excitações                   |
| Espalhamento de raios X Raman | 10                             | 50 - 1000                         | Estrutura da camada de absorção, ligação e valência |
| Alta resolução IXS            | 10                             | 0.001 - 0.1                       | Dinâmica atômica e dispersão de phonon              |